# Catedral de Nuestra Señora del Congo (Kinsasa)
La catedral de Nuestra Señora del Congo o simplemente Catedral de Kinsasa (en francés: Cathédrale Notre-Dame du Congo) es el nombre que recibe un edificio religioso de la Iglesia católica localizado en la Avenida de la Liberación (antes también llamada 24 de noviembre) en la ciudad de Kinsasa, la capital y localidad más grande del país africano de la República Democrática del Congo.
El edificio fue construido en 1947 cuando el país todavía estaba sometido al dominio colonial de Bélgica que denominaba al territorio Congo Belga. Durante el gobierno de Mobutu la iglesia fue llamada también «Catedral de Nuestra Señora de Lingwala» por el lugar donde se ubica el templo, desde entonces ambos nombre coexisten.
El templo sigue el rito romano o latino y funciona como la sede de la arquidiócesis de Kinsasa (Archidioecesis Kinshasana) que fue creada en 1959 mediante la bula "Cum parvulum" del papa Juan XXIII.